# Cyril Alden
Cyril Albert Alden (1 de janeiro de 1884 — 12 de abril de 1939) foi um ciclista britânico que competiu nos Jogos Olímpicos de 1920, em Antuérpia e nos Jogos de Paris 1924.